# Sun Light Airlines
Sun Light Airlines is een Kirgizische luchtvaartmaatschappij met haar thuisbasis in Sharjah. De luchtvaartmaatschappij staat op een Europese zwarte lijst. In sommige Europese landen mag de maatschappij daarom niet vliegen.

## Geschiedenis
Sun Light Airlines is opgericht in 2004.

## Vloot
De vloot van Sun Light Airlines bestaat uit:(feb.2007)
- 2 Boeing B-737-200
- 1 Antonov AN-12BP